# Souvent je pense à vous, madame
Albums de Claude Barzotti
Madame
(1979) L'Amour, madame
(1983)
Singles
1. Madame
Sortie : 1982
2. Je t'aime
Sortie : 1983

Souvent je pense à vous, madame est le premier album studio de Claude Barzotti sorti le 5 mai 1982,.
Le titre de l'album fait référence au refrain de la chanson Madame, premier 45 tours extrait de l'album. La chanson se vend à plus de 400 000 exemplaires. Une deuxième chanson de l'album est sortie en 45 tours en Belgique sur le label Disques Vogue.

## Titres
| 1. | Madame                  | Claude Barzotti, Harry Frékin   | Claude Barzotti            | 3:50 |
| 2. | Mais... Marie est venue | C. Barzotti, Anne-Marie Gaspard | C. Barzotti                | 3:28 |
| 3. | Cai'serra               | C. Barzotti, A.-M. Gaspard      | C. Barzotti                | 3:20 |
| 4. | En ce temps là          | C. Barzotti, A.-M. Gaspard      | C. Barzotti                | 3:25 |
| 5. | Entre les tours         | Bernard Dimey                   | C. Barzotti, A.-M. Gaspard | 2:07 |

| 6.  | Je t'aime                | C. Barzotti, A.-M. Gaspard                     | C. Barzotti | 3:17 |
| 7.  | Le temps n'a rien changé | A.-M. Gaspard, Jean-Pierre Denis, Robert Navez | C. Barzotti | 2:38 |
| 8.  | C'est bizarre            | C. Barzotti, A.-M. Gaspard                     | C. Barzotti | 2:30 |
| 9.  | C'est pas facile         | C. Barzotti, A.-M. Gaspard                     | C. Barzotti | 2:48 |
| 10. | Le Pauvre Vieux          | Giovanni Marzano                               | C. Barzotti | 4:45 |

## Crédits
- Bernard Estardy – arrangements, ingénieur du son (pistes : A1, B1)
- Roland Verlooven – arrangements (pistes : A2, A4, A5, B2, B4)
- Frank Fievez – arrangements (pistes : A3, B3, B5)
- Robert Van Hove – ingénieur du son (pistes : B5)
- Alain Marouani – photographie
- Alain Butet – réalisation artistique
- Pierre Célie – réalisation artistique